# Học thuyết Darwin

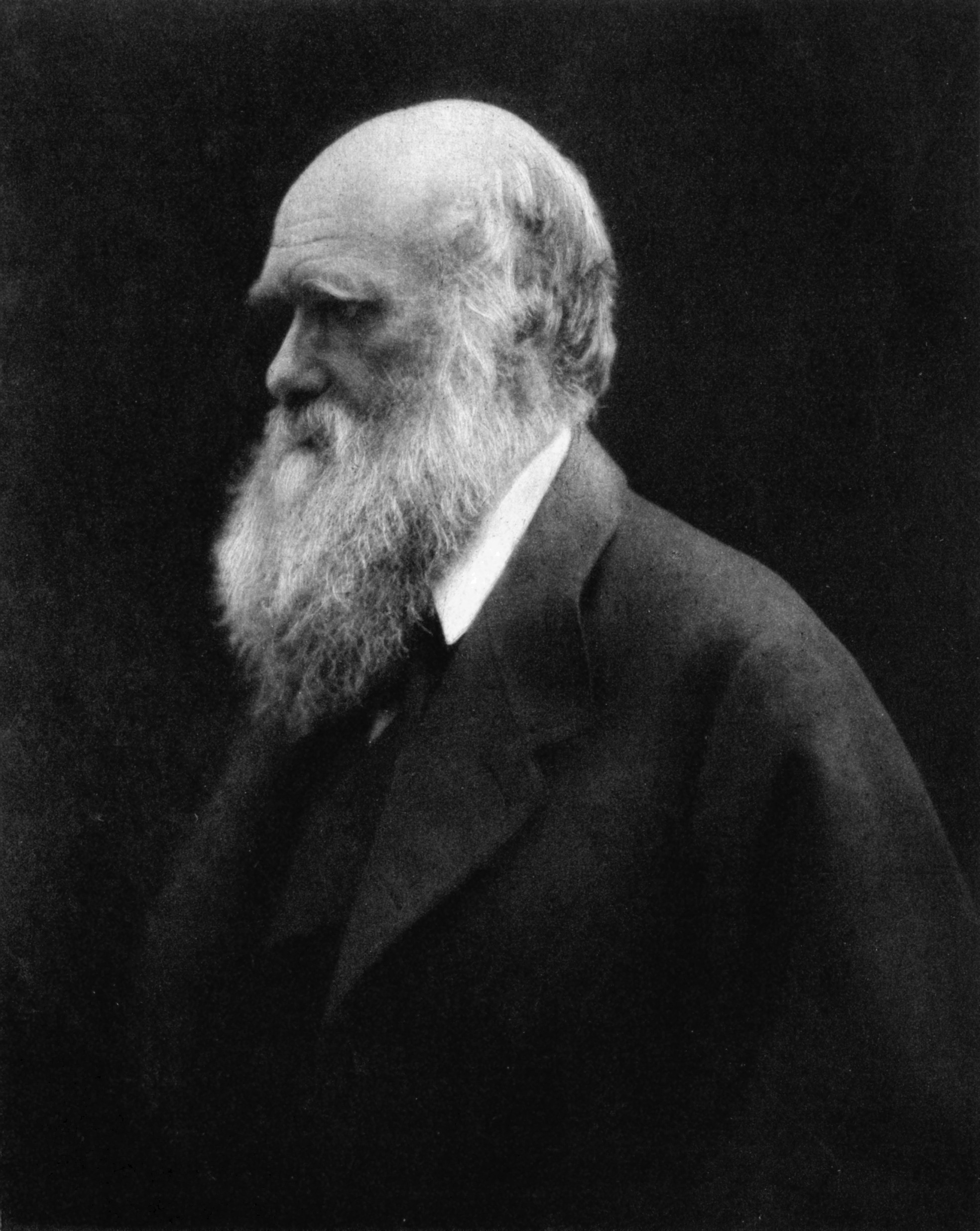
Charles Darwin vào năm 1868

Học thuyết Darwin, hay Học thuyết tiến hóa của Darwin (tiếng Anh: Darwinism) là một học thuyết về tiến hóa sinh học được đề xướng chủ yếu bởi nhà tự nhiên học người Anh Charles Darwin (1809–1882), cùng một số nhà nghiên cứu khác (như Thomas Huxley), phát biểu rằng mọi loài sinh vật xuất hiện và phát triển nhờ quá trình chọn lọc tự nhiên. Trong quá trình này, những biến dị cá thể (nay gọi là biến dị di truyền) nhỏ nhặt, nếu làm tăng khả năng cạnh tranh, sinh tồn và sinh sản của cá thể thì sẽ được chọn lọc - với nội dung là: giữ lại, củng cố và tăng cường - trở thành đặc điểm thích nghi. Học thuyết này ban đầu bao gồm các khái niệm rộng hơn về đột biến loài hay về tiến hóa, thứ được giới khoa học nói chung công nhận một cách rộng rãi sau khi Darwin xuất bản cuốn Nguồn gốc các loài vào năm 1859, và nó còn bao gồm cả những khái niệm có từ trước khi học thuyết của Darwin ra đời. Nhà sinh vật học người Anh Thomas Henry Huxley đã đặt ra thuật ngữ Darwinism vào tháng 4 năm 1860.
Khi ra đời, học thuyết Darwin đã chịu sự công kích lớn từ các nhóm tôn giáo cũng như những nhà khoa học có quan điểm khác với Darwin. Tuy nhiên ngày nay, thuyết tiến hóa đã được công nhận rộng rãi bởi cộng đồng khoa học. Các nhà khoa học nhìn chung đã chấp nhận tiến hóa là một thực tế khoa học khi có rất nhiều bằng chứng về tiến hóa đã được khám phá: việc quan sát thấy các quá trình tiến hóa đang diễn ra trong tự nhiên (tiêu biểu là sự xuất hiện các loài côn trùng mới có thể kháng thuốc trừ sâu), các hóa thạch về chuỗi tiến hóa do ngành cổ sinh vật học khám phá (tiêu biểu là việc tìm ra hóa thạch của một loạt các dạng người vượn Australopithecus, Homo habilis, Homo erectus - là bằng chứng cho thấy loài người thực sự đã tiến hóa từ vượn cổ), sự khám phá ra gien di truyền (DNA) của ngành di truyền học, và sự ra đời của Thuyết tiến hoá tổng hợp (đôi khi gọi là học thuyết Darwin mới).

## Sự mơ hồ về thuật ngữ
Sau này học thuyết Darwin ám chỉ cụ thể tới khái niệm về chọn lọc tự nhiên, rào cản Weismann, hay luận thuyết trung tâm. Mặc dù thuật ngữ này thường được dùng để ám chỉ hoàn toàn tới tiến hóa sinh học nhưng những tín đồ của học thuyết sáng thế đã chiếm dụng nó để ám chỉ tới nguồn gốc sự sống. Do đó nó được coi là niềm tin và sự chấp thuận những công trình của Darwin và những người tiền nhiệm của ông—thay vì những học thuyết khác, bao gồm cả luận cứ mục đích và nguồn gốc ngoài vũ trụ.
Nhà sinh vật học người Anh Thomas Henry Huxley đặt ra thuật ngữ Darwinism vào tháng 4 năm 1860. Từ này được sử dụng để miêu tả các khái niệm về tiến hóa nói chung, bao gồm các khái niệm ban đầu được xuất bản bởi nhà triết học người Anh Herbert Spencer. Rất nhiều nhà đề xướng học thuyết Darwin vào thời điểm đó, bao gồm cả Huxley, đã có những dè dặt về tầm quan trọng của chọn lọc tự nhiên, và bản thân Darwin cũng có lòng tin vào cái mà sau này được gọi là học thuyết Lamac. Nhà sinh học tiến hóa người Đức theo học thuyết tân Darwin một cách tuyệt đối August Weismann đã có được một vài người ủng hộ vào cuối thế kỷ 19. Trong khoảng thời gian ước tính từ thập niên 1880 tới khoảng năm 1920, đôi lúc được gọi là "thời kỳ nhật thực của học thuyết Darwin," các nhà khoa học đã đề xuất những cơ chế tiến hóa thay thế khác nhau, thứ cuối cùng đã không trụ vững được. Sự phát triển của thuyết tổng hợp hiện đại vào đầu thế kỷ 20, kết hợp chọn lọc tự nhiên với di truyền học dân số và di truyền học Mendel, đã hồi sinh học thuyết Darwin dưới dạng được cập nhật hóa.

## Huxley và Kropotkin

Thuyết tiến hóa được chấp nhận rộng rãi trong những năm 1870, bức tranh biếm họa của Charles Darwin với thân hình của một con khỉ tượng trưng cho sự tiến hóa.

Mặc dù thuật ngữ "học thuyết Darwin" trước đây được sử dụng để ám chỉ đến công trình của Erasmus Darwin vào cuối thế kỷ 18, thuật ngữ được hiểu hôm nay đã được giới thiệu khi cuốn sách năm 1959 của Charles Darwin về Nguồn gốc các loài được Thomas Henry Huxley bình duyệt trên số tháng 4 năm 1860 của Westminster Review. Ông đã ca ngợi cuốn sách là "một khẩu súng Whitworth thật sự trong kho vũ khí tự do" thúc đẩy chủ nghĩa tự nhiên khoa học về thần học, và ca ngợi tính hữu ích của những ý tưởng của Darwin trong khi thể hiện sự dè dặt một cách chuyên nghiệp về giả thuyết của Darwin và nghi ngờ liệu có thể chứng minh rằng sự chọn lọc tự nhiên có thể hình thành nên những loài mới. Huxley đã so sánh thành tựu của Darwin với thành tựu của Nicolaus Copernicus trong việc giải thích chuyển động của hành tinh:
Sẽ ra sao nếu quỹ đạo của học thuyết Darwin trở nên hơi tròn? Sẽ ra sao nếu các loài nên cung cấp hiện tượng dư, ở đây và ở đó, không thể giải thích bằng cách chọn lọc tự nhiên? Hai mươi năm do đó các nhà tự nhiên học có thể ở trong một vị trí để nói liệu đây là, hay không, là trường hợp; nhưng trong cả hai trường hợp, họ sẽ nợ tác giả của "Nguồn gốc của loài" một khoản nợ khổng lồ của lòng biết ơn... Và nhìn chung, chúng tôi không tin rằng, kể từ khi xuất bản "Nghiên cứu về phát triển" của Von Baer cách đây nhiều năm, mọi công trình đã xuất hiện để tính toán ảnh hưởng lớn đến không chỉ về tương lai của Sinh học mà còn mở rộng sự thống trị Khoa học qua các vùng tư tưởng mà cô ta có, chưa được thâm nhập.
Dưới đây là những nguyên lý cơ bản của sự tiến hóa bằng cách lựa chọn tự nhiên như được định nghĩa bởi Darwin:
1. Chỉ có một phần các cá thể được sinh ra trong mỗi thế hệ là có thể sống sót.
2. Có nhiều biến thể, đặc điểm khác nhau tồn tại giữa các cá thể trong cùng một loài.
3. Những cá thể có những đặc điểm thích nghi với môi trường thì khả năng sống sót sẽ cao hơn.
4. Khi cách ly sinh sản xảy ra trong thời gian dài, loài mới sẽ hình thành.

Một nhà lý thuyết tiến hóa quan trọng khác của cùng thời kỳ là nhà địa lý Nga và nhà vô chính phủ nổi tiếng Peter Kropotkin, người trong cuốn sách Mutual Aid: A Factor of Evolution (1902) (tạm dịch: Hỗ trợ lẫn nhau: Một yếu tố của sự tiến hóa) của mình đã ủng hộ quan niệm về một khái niệm của học thuyết Darwin trái ngược với của Huxley. Quan niệm của ông tập trung vào những gì ông thấy là việc sử dụng rộng rãi hợp tác như một cơ chế sống còn trong xã hội và động vật của con người. Ông đã sử dụng các đối số sinh học và xã hội học trong một nỗ lực để cho thấy rằng yếu tố chính trong việc thúc đẩy sự tiến hóa là sự hợp tác giữa các cá nhân trong các xã hội và các nhóm liên kết tự do. Điều này là để chống lại quan niệm của sự cạnh tranh khốc liệt như là cốt lõi của sự tiến hóa, trong đó cung cấp một lý giải cho các lý thuyết chính trị, kinh tế và xã hội chủ yếu của thời gian; và sự giải thích phổ biến về chủ nghĩa Darwin, chẳng hạn như những người của Huxley, người được nhắm vào như một đối thủ của Kropotkin. Quan niệm của Kropotkin về thuyết Darwin có thể tóm tắt bằng câu sau:
Trong thế giới động vật, chúng ta đã thấy rằng đại đa số các loài sống trong xã hội, và chúng liên kết lại cùng tìm thấy những vũ khí tốt nhất cho cuộc đấu tranh vì sự sống: tất nhiên là được hiểu trong nghĩa rộng của Darwin - không phải với nghĩa là một cuộc đấu tranh chỉ đơn thuần về phương thức sinh tồn, mà là một cuộc đấu tranh chống lại tất cả các điều kiện tự nhiên không thuận lợi cho loài. Các loài động vật, mà trong đó cuộc đấu tranh cá nhân đã được giảm đến giới hạn hẹp nhất, và việc hỗ trợ lẫn nhau đã đạt được sự phát triển lớn nhất, luôn luôn là loài nhiều nhất, thịnh vượng nhất, và cởi mở nhất trong việc tiến bộ hơn nữa. Sự bảo vệ lẫn nhau có được trong trường hợp này, cũng như khả năng đạt được tuổi già và tích lũy kinh nghiệm, phát triển trí tuệ cao hơn, và tăng trưởng hơn nữa về thói quen xã hội thì giúp bảo đảm duy trì loài, việc mở rộng và tiến hóa tiến bộ hơn nữa của loài đó. Trái lại, các loài khó gần thì phải chịu số phận suy tàn.— Peter Kropotkin, Mutual Aid: A Factor of Evolution (1902), Conclusion

## Phản đối và chấp nhận
Ngay từ khi ra đời, học thuyết tiến hóa của Darwin đã gặp sự phản đối, ban đầu là từ cộng đồng khoa học, đặc biệt là Georges Cuvier, và sau đó là từ các nhóm tôn giáo (đặc biệt là một số phái Tin Lành và Hồi giáo) vì cách diễn giải cơ yếu luận. Chúng được gọi là các cuộc chống đối thuyết tiến hóa, và cho tới bây giờ thì các nhóm tôn giáo này vẫn phủ định học thuyết Darwin.
Tuy nhiên ngày nay, thuyết tiến hóa đã được công nhận rộng rãi bởi cộng đồng khoa học. Các nhà khoa học nhìn chung đã chấp nhận tiến hóa là một thực tế khoa học khi có rất nhiều bằng chứng về tiến hóa đã được khám phá: việc quan sát thấy các quá trình tiến hóa đang diễn ra trong tự nhiên (tiêu biểu là sự xuất hiện các loài côn trùng mới có thể kháng thuốc trừ sâu), các hóa thạch về chuỗi tiến hóa của các loài trong quá khứ do ngành cổ sinh vật học khám phá (tiêu biểu là việc tìm ra hóa thạch của một loạt các dạng người vượn Australopithecus, Homo habilis, Homo erectus - là bằng chứng cho thấy loài người thực sự đã tiến hóa từ vượn cổ), sự khám phá ra gien di truyền (DNA) của ngành di truyền học, và sự ra đời của Thuyết tiến hoá tổng hợp (đôi khi gọi là học thuyết Darwin mới).